# Kraken Catena
Pour les articles homonymes, voir Kraken (homonymie).
Kraken Catena est une chaîne de dépressions située sur le satellite Triton de Neptune, par 14° N et 35,5° E.

## Géographie et géologie
Reliant Leviathan Patera et Kibu Patera au nord de Cipango Planum, cette formation laisse entrevoir, au fond des dépressions qui la composent, une fracture matérialisant peut-être un rift à l'origine du cryovolcanisme fissural qui semble avoir été à l'œuvre dans toute cette région.